# Kaffekoppsavtalet
Kaffekoppsavtalet var ett initiativ mellan Finland och Sverige, som berörde återsändning av de bägge ländernas public service-television i det "andra landet". Initiativet till detta togs av Kalevi Sorsa och Olof Palme 1985, som då var statsministrar i Finland respektive Sverige. År 1987, alltså två år senare, avtalade Ingvar Carlsson (som nu hade efterträtt Olof Palme som svensk statsminister) med samme Sorsa om att man skulle föreslå sina respektive regeringar att en arbetsgrupp skulle tillsättas för att utreda frågan. Arbetsgrupperna presenterade sina rapporter i maj 1987, och slutresultatet blev ett avtal för återdistribution av finsk TV i Sverige, och svensk TV i Finland. Upphovsrättskostnaderna för detta betalades av finska respektive svenska staten.